# Павлик Назар Степанович
Назар Степанович Павлик (нар. 26 липня 1990, м. Калуш, Івано-Франківська область) — актор театру та кіно, театральний режисер, музикант, учасник блюз-рок колективу «The Glass», засновник та викладач театральної студії «Птах», засновник музичної студії звукозапису, асистент кафедри театрознавства та акторської майстерності ЛНУ імені Івана Франка.

## Життєпис
Народився 26 липня 1990 року у місті Калуш, Івано-Франківської області. В 2007 році закінчив Калуську ЗОШ І-ІІІ ступенів № 2 з поглибленим вивченням англійської мови. З 2005 по 2007 роки був актором у народному театрі «Любарт» (керівник — Любов Василівна Липовська).
У 2007 році вступив до Львівського національного університету імені Івана Франка на спеціальність «Актор театру і кіно». У 2012 році закінчив навчання в університеті, отримав диплом спеціаліста з відзнакою.
З 2009 року працював актором у Першому академічному українському театрі для дітей та юнацтва, паралельно був актором у Львівському академічному драматичному театрі імені Лесі Українки. Згодом, звільнився з обох театрів та займався театральною діяльністю в незалежних театральних групах.
У 2009 році пройшов три курси навчання (освітлення в театрі, організація театрального процесу, система коучингу, створення і побудова соло та групових перформенсів) в голландській академії перформенсу під керівництвом Іде ван Хейнінгена (Moving Academy of Performing Arts, Ide van Heiningen).
З 2012 по 2014 роки знову працює актором у Першому театрі. У 2013—2014 актор Навчально-професійного театру «Просценіум» та співпрацює з ТМ «Театром в кошику».
З 2015 по 2019 був актором Львівського академічного драматичного театру імені Лесі Українки. 
Також з 2015 року працював асистентом кафедри театрознавства та акторської майстерності факультету культури і мистецтв, Львівського національного університету імені Івана Франка.
У 2016 вступив до Київського національного університету імені Івана-Карпенка Карого на кафедру театрального мистецтва, спеціальність «Режисер драматичного театру», майстерня Вахтанга Чхаїдзе.
З початком російського вторгнення в Україну 2022 року долучився до війська. Ветеран 103 бригади ТрО.

## Акторські роботи в театрі
Львівський академічний драматичний театр імені Лесі Українки
- 2009 — «Сорочинський ярмарок»; реж. Володимир Федоров — Гриць
- 2015 — «Вівісекція»; реж. Олексій Коломійцев — Вівісектор
- 2015 — рок-опера «Ірод»; реж. Олексій Коломійцев — Агасфер
- 2015 — пластична драма «Перетворення»; реж. Артем Вусик — Грегор Замза
- 2017 — сімейний мюзикл «Зачарована принцеса»; реж. Олена Сєрова-Бондар — Злий Чаклун
- 2017 — вистава-дослідження «Любов)» за мотивами драми «Блакитна троянда» Лесі Українки; реж. Артем Вусик — Милевський
- 2017 — пауза між нотами «Калігула» за п'єсою Альбера Камю; реж. Олексій Кравчук — Калігула

Перший академічний український театр для дітей та юнацтва
- 2012 — «Олівер Твіст»; реж. Роман Валько — Оповідач
- 2013 — «О восьмій на ковчезі»; реж. Юрій Мисак — Перший Пінгвін
- 2013 — «Зоряний хлопчик»; реж. Роман Валько — Архангел
- 2013 — «Піноккіо»; реж. Юрій Мисак — Стромболлі, Актор-оповідач
- 2014 — «Наш Тарас»; реж. Роман Валько — Сошенко
- 2014 — «Beautiful Карпати»; реж. Ольга Гапа — Тигрик Джон

Навчально-професійний театр «Просценіум»
- 2014 — «Украдене щастя» за п'єсою Івана Франка; реж. Ірина Волицька — Михайло

Незалежні театральні проекти
- 2013 — «Орестея.Exercise»; реж. Ірина Волицька — Орест
- 2014 — «R+J»; проект Сашка Брами — Ромео

## Режисерські роботи
- 2015 — сценічно-поетична композиція «Я-Ми» (зі студентами ІІ-го курсу акторського відділення ЛНУ ім. І. Франка, майстерня Романа Валька)
- 2016 — сценічна інтерпретація роману Софії Андрухович «Фелікс Австрія» (зі студентами ІІІ-го курсу акторського відділення ЛНУ ім. І. Франка, майстерня Романа Валька)
- 2018 — постановка поетично-пластична композиції «Сон» за поезією Лесі України з студентами-акторами 4 курсу ХГАК

## Участь у фестивалях
- 2010 — другий міжнародний фестиваль театральних шкіл «Натхнення», вистава за твором В. Суллогуба «Біда від ніжного серця», роль — Олександр
- 2012 — третій Міжнародний фестиваль театральних шкіл «Натхнення», вистава «Натусь» за твором В. Винниченка, роль — Чуй Чугуєнко
- 2013 — перший міжнародний фестиваль дитячих театрів (Єгипет, Хургада), вистава «О восьмій на ковчезі», роль — перший пінгвін
- 2015 — фестиваль документальної драми в Києві та фестиваль «Radikal Jung» в Мюнхені, вистава «R + J», роль — сучасний Ромео
- 2016 — театральний фестиваль у Словаччині, м. Прешув, вистава «Перетворення» за твором, роль — Грегор Замза